# Hermann Friedrich Krummacher

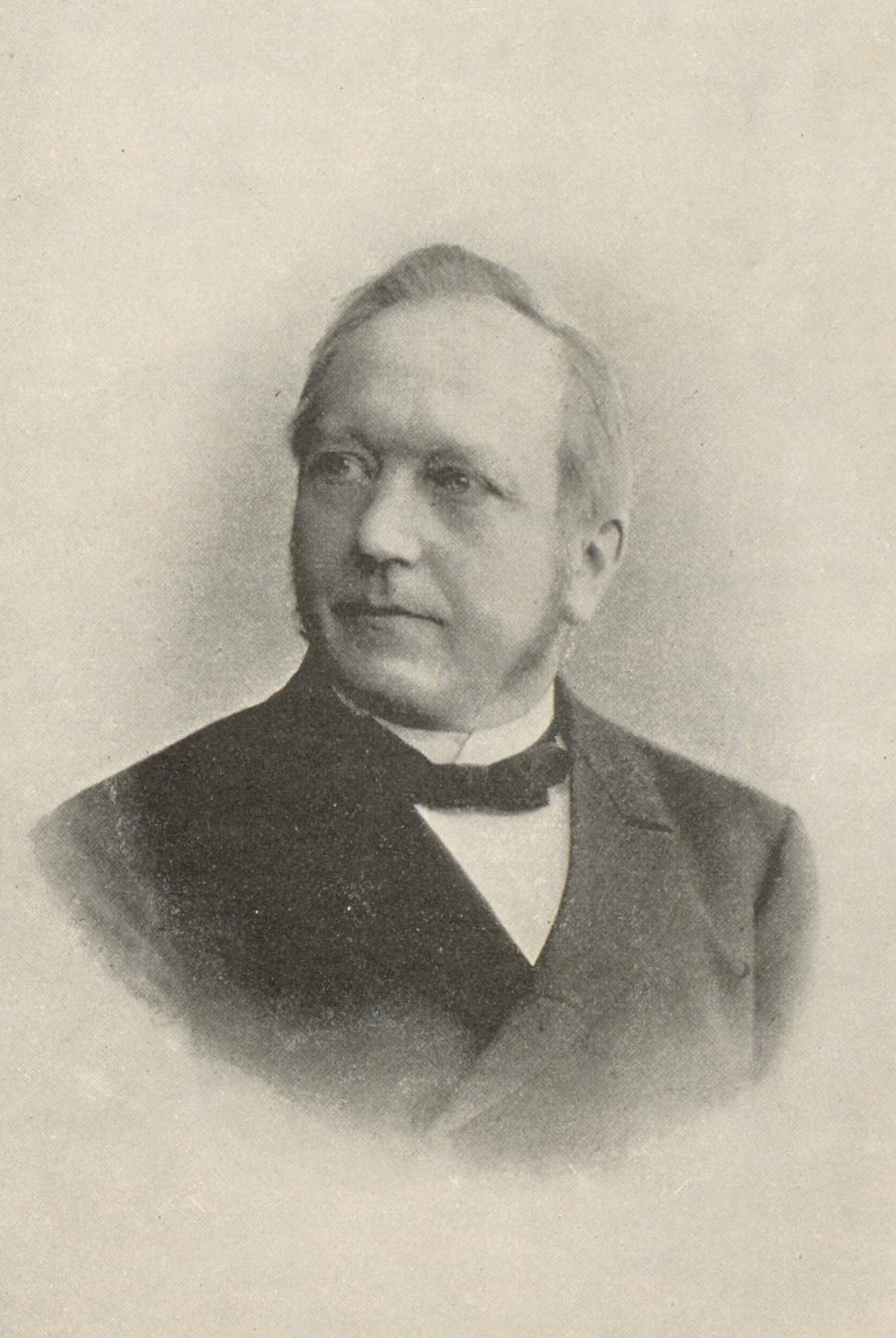
Hermann Friedrich Krummacher

Hermann Friedrich Krummacher (* 17. Oktober 1828 in Langenberg (Rheinland); † 15. Juni 1890 in Weingarten (Württemberg)) war ein deutscher evangelischer Theologe und Wegbereiter der Inneren Mission (Diakonie) in Pommern. Er war Sohn des Emil Wilhelm Krummacher und der ältere Bruder von Karl Emil Krummacher.

## Leben
Nach dem Theologiestudium übte er bei Johann Hinrich Wichern eine zweijährige Assistenztätigkeit im Rauhen Haus in Hamburg aus. 1856 reformierter Pfarrer an der reformierten St. Johanniskirche in Brandenburg an der Havel, 1877 Konsistorialrat und Schriftführer des Provinzialvereins für Innere Mission in Stettin. Vorstand der diakonischen Werke Züllchow, Tabor und Salem. Krummacher hatte wesentlichen Anteil am Aufbau der evangelischen Sozialarbeit in Pommern. Aus seiner Feder stammt die erste Biografie über den Begründer der evangelischen Sozialarbeit Johann Hinrich Wichern. 

## Werke
- Über evangelische Kirchenverfassung, ihr Wesen, ihre Geschichte und ihre nothwendige Fortbildung in der Gegenwart, Gotha 1869.
- Des Apostels Paulus Briefe an die Römer in Predigten, Neusalz a. O. 1876.
- Johann Hinrich Wichern. Ein Lebensbild aus der Gegenwart, Gotha 1882.
- Spanien und die Reformation, Barmen, o. J.